# Notre-Dame des Douleurs
Pour les articles homonymes, voir Notre-Dame et Douleur (homonymie).
Notre-Dame des Douleurs ou Notre-Dame des Sept Douleurs, invoquée en latin comme Beata Maria Virgo Perdolens ou Mater Dolorosa, est l'un des nombreux titres par lesquels l'Église catholique vénère la Vierge Marie, mère de Jésus. Elle est parfois aussi appelée « Notre-Dame des sept Langueurs ».
Le titre de Notre-Dame des Douleurs doit son nom aux sept Douleurs éprouvées par la Vierge Marie relatées dans les évangiles, qui angoissèrent et firent souffrir la Vierge Marie dans la mesure où elle accompagnait son fils Jésus dans sa mission de Rédemption.
Notre-Dame des Douleurs est liturgiquement commémorée le 15 septembre dans l'Église catholique,. C'est également tout le mois de septembre qui lui est dédié chaque année.

## Histoire de la dévotion

### Origine de la dévotion
La dévotion aux souffrances de la Vierge commence à se développer à partir de la fin du XIe siècle, notamment dans les pays méditerranéens.
En 1239, l'ordre des Servites de Marie (Ordo Servita) du diocèse de Florence en Italie, fondé en 1233 par sept marchands dont la spiritualité est très attachée à la Sainte Vierge, fixe la fête de Notre-Dame des Douleurs au 15 septembre. Cet ordre religieux contribua largement à la diffusion du culte de Notre-Dame des Douleurs.
Cette dévotion aurait inspiré le Stabat Mater, un hymne religieux et une séquence traditionnellement attribué à Jacopone da Todi (1230-1306).

### Apparitions mariales

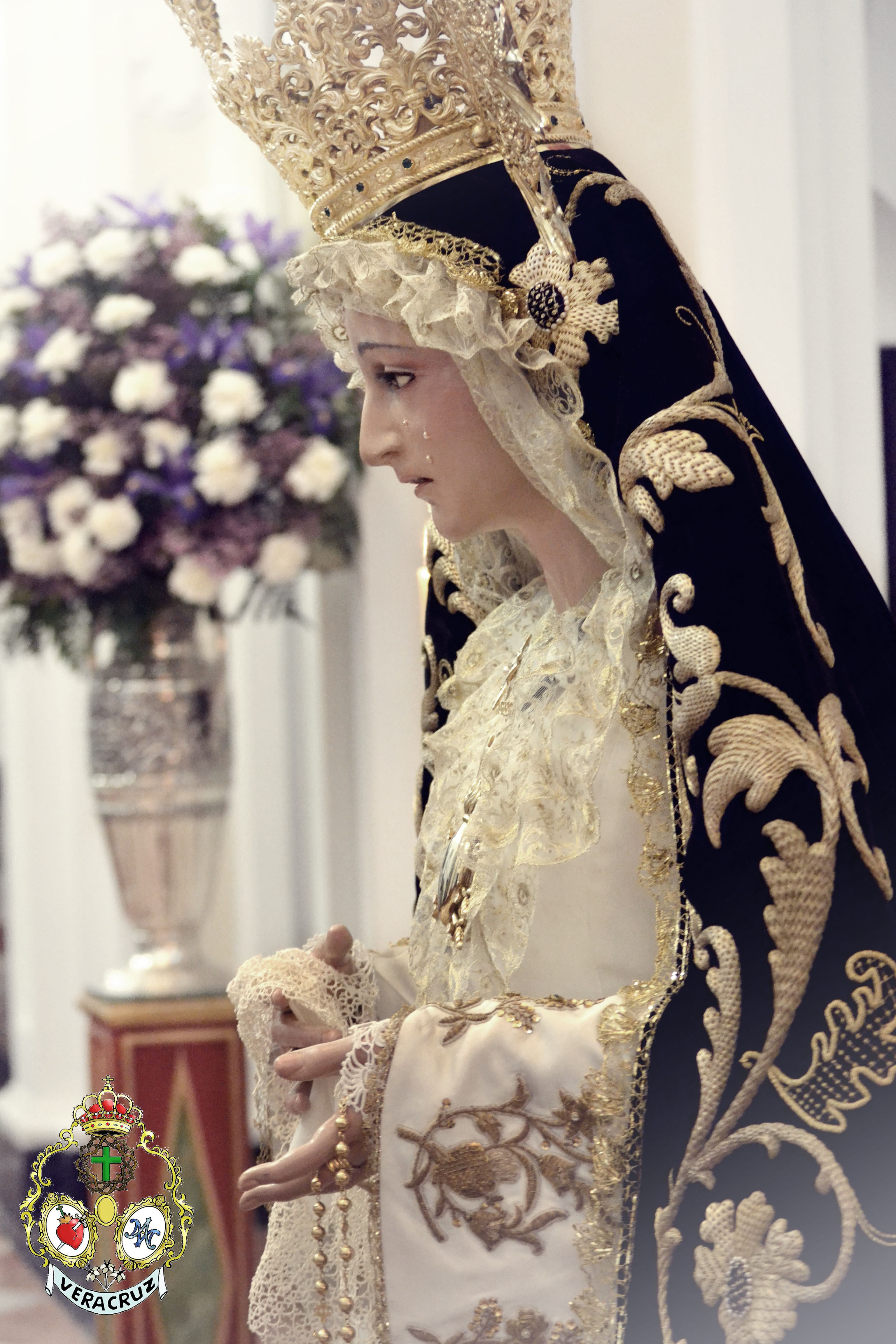
Notre-Dame des Douleurs, ermitage de Notre-Dame de la Solitude, Tocina, province de Séville, Espagne.

Le Vendredi saint 13 avril 1239, d'après le récit hagiographique des sept fondateurs florentins de l'Ordre des Servites, ainsi que relaté par Alphonse de Liguori dans son livre Les Gloires de Marie, la Vierge leur serait apparue en leur présentant l’habit noir qu’ils devraient porter en souvenir des souffrances qu’elle a éprouvées lors de la Passion du Christ. Elle leur dit également de méditer souvent sur ses douleurs s'ils voulaient lui être agréables.
D'après les écrits de Lucie Dos Santos, voyante des apparitions mariales de Fátima, la Vierge serait apparue, entre autres, sous l'apparence de Notre-Dame de Douleurs accompagnée de Jésus lors de l'apparition qui donna lieu au « Miracle du soleil » le 13 octobre 1917.
En 1945, deux enfants - Marcelina Barroso Expósito et Afra Brígido Blanco - ont signalé plusieurs apparitions de Notre-Dame des Douleurs près de La Codosera, en Espagne. Quelques années plus tard, l'évêque de Badajoz autorise la construction d'un grand sanctuaire marial sur le lieu des apparitions rapportées (désormais baptisé Chandavila). Annuellement, le dernier dimanche du mois de mai, des cérémonies religieuses sont organisées au sanctuaire pour célébrer les apparitions de 1945. Elles attirent de nombreux pèlerins.
Entre 1981 et 1989, lors des apparitions mariales de Kibeho au Rwanda, la Vierge aurait invité les voyants à la prière et la propagation du chapelet des sept Douleurs,,,.

## Dévotions aux sept Douleurs de Marie

### Les sept Douleurs
Le titre de Notre-Dame des Douleurs doit son nom à « sept Douleurs » qui angoissèrent et firent souffrir la Vierge Marie au cours de sa vie et qui sont relatées dans les évangiles. Elles soulignent l’association de Marie à la souffrance de son fils Jésus dans sa mission de rédemption, et plus particulièrement au moment de sa Passion. Elle vécut ces souffrances pleinement et indiciblement, en gardant constamment confiance en Dieu et restant toujours « bienheureuse » et sans péchés depuis son Immaculée Conception.
Pour l'Église catholique, « c'est pour avoir communié intimement à la Passion du Christ que Marie a été associée d'une manière unique à la gloire de sa Résurrection. [...] Marie n'a jamais été plus mère qu'au pied de la croix : c'est là que son cœur a été "transpercé comme par une épée" à la vue des souffrances de Jésus ». Marie est la figure de l’Église qui souffre au long des âges sur la Terre. L’Église, comme Marie, est appelée à partager la gloire de la Résurrection du Christ,. Il est également considéré qu'en acceptant les souffrances et le sacrifice de son fils à venir, les douleurs de Marie étaient un martyr de nature spirituelle. D'après Alphonse de Liguori, Marie est donc la reine des martyrs car son supplice fut plus long et plus douloureux que celui de tous les autres martyrs : « Les martyrs ont souffert leur supplice dans leur corps; Marie a souffert son martyr dans l'âme. [...] Or, autant l'âme l'emporte sur le corps, autant les douleurs de Marie surpassèrent celles des autres martyrs.»
Les « sept Douleurs » de Marie font l'objet d'une dévotion catholique, qui a principalement pour objet la méditation de chacune de ces douleurs et la prière (généralement des Je vous salue Marie) dans le but d'honorer Marie dans son rôle de mère du Christ et d'éprouver de la compassion pour ses souffrances.
Les sept Douleurs, dans l'ordre chronologique :
1. Elle entend la prophétie du saint vieillard Siméon, dans le Temple ;
2. Elle vit la fuite en Égypte ;
3. Elle recherche avec saint Joseph, durant trois jours, l'enfant Jésus et le trouve dans le Temple ;
4. Elle rencontre Jésus portant sa croix et échange un regard avec lui alors qu'il monte au Calvaire ;
5. Elle est debout, silencieuse, au pied de la croix. Elle regarde Jésus crucifié et suit son agonie ;
6. Elle reçoit dans ses bras Jésus mort, descendu de la croix ;
7. Elle assiste à l'ensevelissement de Jésus et à sa mise au tombeau.

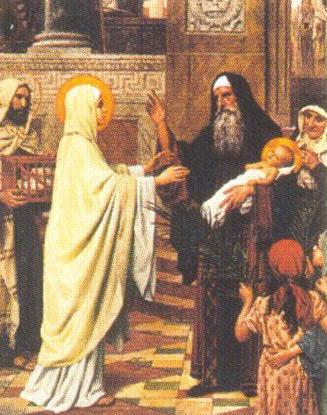
La prophétie de Syméon sur l'Enfant Jésus (Lc 2,34-35)[16].
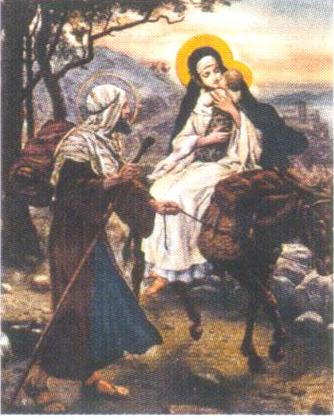
La fuite de la Sainte Famille en Égypte (Mt 2,13-21).
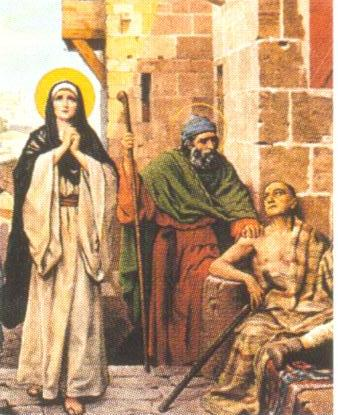
La disparition de Jésus pendant trois jours au Temple (Lc 2,41-51).
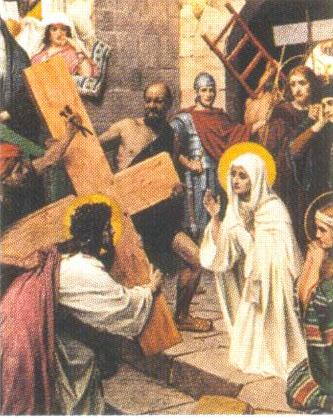
La rencontre de Marie et Jésus sur la Via crucis (Lc 23,27-31).
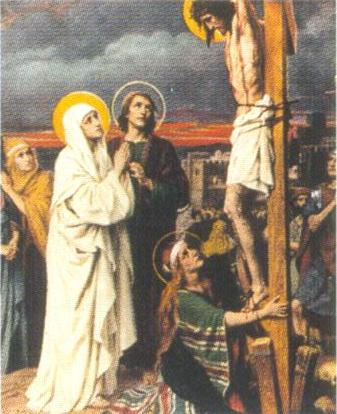
Marie contemplant la souffrance et la mort de Jésus sur la Croix (Jn 19,25-27).
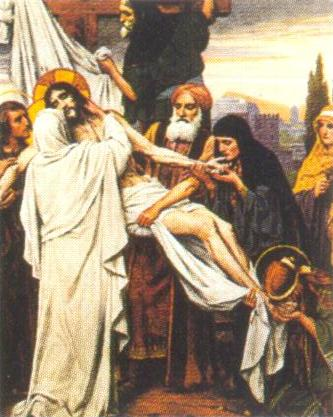
Marie accueille son Fils mort dans ses bras lors de la Descente de croix (Mt 27,57-59).
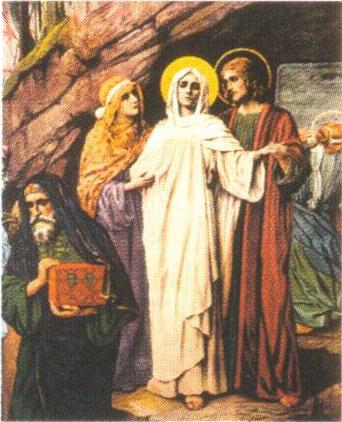
Marie laisse le corps de son fils lors de la mise au tombeau (Jn 19,40-42).

D'après Alphonse de Liguori dans son livre Les Gloires de Marie, Véronique de Binasco aurait reçu de la part de Jésus la révélation suivante au sujet de la méditation des douleurs de Marie : « ...les larmes que l’on répand sur ma passion me sont chères ; mais aimant ma mère d’un amour intense, la méditation des douleurs qu’elle souffrit à ma mort me sont encore plus chères». Toujours d'après lui, il aurait été révélé à Élisabeth de Hongrie que Jésus-Christ aurait promis à Marie 4 grâces particulières à ceux qui auraient une dévotion envers ses douleurs,:
1. Celui qui invoquera Marie par ses douleurs méritera de faire avant sa mort une sincère pénitence de ses péchés ;
2. Qu’il gardera ces fidèles dans les tribulations où ils se trouveront, surtout à l’heure de la mort ;
3. Qu’il imprimera en eux la mémoire de sa passion, et qu’il leur en donnera la récompense dans le ciel ;
4. Qu’il placera ces fidèles entre les mains de Marie, afin qu’elle en dispose selon son bon plaisir, et qu’elle leur obtienne toutes les grâces qu’elle voudra.

Au XIVe siècle, d'après Brigitte de Suède dans ses Révélations écrites, la Vierge Marie lui aurait révélé, entre-autres, des détails sur les souffrances qu'elle a connu au cours de sa vie, en particulier durant et après la Passion de son fils. Elle rapporte également des grâces liées à la compassion envers les douleurs de Marie. Selon une tradition catholique, la Vierge Marie aurait révélé à Brigitte du Suède sept promesses de grâce faites à ceux qui méditeraient quotidiennement sur ses sept douleurs en récitant sept Je vous salue Marie,,:
1. J’accorderai la paix à leurs familles ;
2. Ils seront éclairés sur les Mystères divins ;
3. Je les consolerai dans leurs peines et je les accompagnerai dans leur travail ;
4. Je leur donnerai tout ce qu’ils demanderont, pourvu que cela ne s’oppose pas à la volonté adorable de mon divin Fils ni à la sanctification de leurs âmes ;
5. Je les défendrai dans leurs batailles spirituelles contre l’ennemi infernal et je les protégerai à chaque instant de leur vie ;
6. Je les aiderai visiblement au moment de leur mort : ils verront le visage de leur mère ;
7. J’ai obtenu cette grâce de mon divin Fils, que ceux qui propagent cette dévotion à mes larmes et à mes douleurs seront directement transportés de cette vie terrestre au bonheur éternel, puisque tous leurs péchés seront pardonnés et mon Fils sera leur consolation et leur joie éternelle.

### Chapelet des sept Douleurs de la Vierge Marie
Le chapelet des sept Douleurs (parfois appelé le Rosaire des sept Douleurs ou le Rosaire des Servites) a été développé par l'Ordre des Servites de Marie. Son nom se réfère aux sept évènements particulièrement tristes ou douloureux qu'a connu Marie au cours de sa vie, tels que relatés dans les évangiles. Il est parfois également appelé le chapelet aux sept Épées en référence à la prophétie de Syméon :
« Voici, cet enfant est destiné à amener la chute et le relèvement de plusieurs en Israël, et à devenir un signe qui provoquera la contradiction, et à toi-même une épée te transpercera l'âme, afin que les pensées de beaucoup de cœurs soient dévoilées. » (Lc 2,34-35).
C'est un chapelet composé de sept groupes de sept grains, appelés « septaines », ainsi que d’une « queue » composée de trois grains. Le chapelet commence traditionnellement par la prière d'un acte de contrition. Chaque septaine débute par une petite médaille (ou gros grain) illustrant une des Douleurs de Marie sur laquelle est faite une méditation de la Douleur et est récité un Notre Père. Sur les sept petits grains sont priés un Je vous salue Marie. Quant à la « queue » composée de trois petits grains et d'une grande médaille ; elle est priée en début ou en fin de chapelet et sert à dédier ses prières aux Larmes de Marie. Les manières de le prier peuvent toutefois varier : après l'acte de contrition, certains débutent directement par la première Douleur et la « septaine », tandis que d'autres commencent par la « queue » et finissent par la septième Douleur. Traditionnellement, les grains sont souvent en bois ou en matériau de couleur noire de manière à symboliser la tristesse et le deuil de Marie. 
Par sa lettre Redemptoris du 26 septembre 1336, le pape Benoît XII enrichit la pratique, grâce à des indulgences. Le pape Clément XII confirma et augmenta celles-ci par sa bulle Unigeniti du 12 décembre 1734. Toutes ces indulgences furent de nouveau confirmées par un décret de la Congrégation Sacrée des Indulgences, émis selon la volonté du pape Clément XIII, du 13 mars 1763. Un grand nombre d'indulgences associées au chapelet des sept Douleurs figurent dans les recueils de prières Raccolta, ainsi que des instructions sur la manière de le prier,.
Lors des apparitions mariales de Kibeho au Rwanda, le 6 mars 1982, la Vierge Marie serait apparue à Marie-Claire Mukangango, une des trois voyantes approuvées par l'Église, et lui aurait enseigné le chapelet des sept Douleurs. Selon Marie-Claire, Marie désirait qu’il soit remis à l'honneur et elle lui aurait donné la mission de le propager dans le monde entier,,. Le 31 mai 1982, la Vierge lui aurait révélé des grâces associées au chapelet des sept Douleurs, promettant, entre-autres, que lorsqu'il est récité avec méditation, il donne « la force de se repentir »,.

### Scapulaire de Notre-Dame des sept Douleurs

Scapulaire des sept Douleurs.

Le scapulaire de Notre-Dame des sept Douleurs est un scapulaire catholique associé aux Servites de Marie parfois nommé scapulaire noir, il ne doit cependant pas être confondu avec le scapulaire noir de la Passion.

## Fêtes

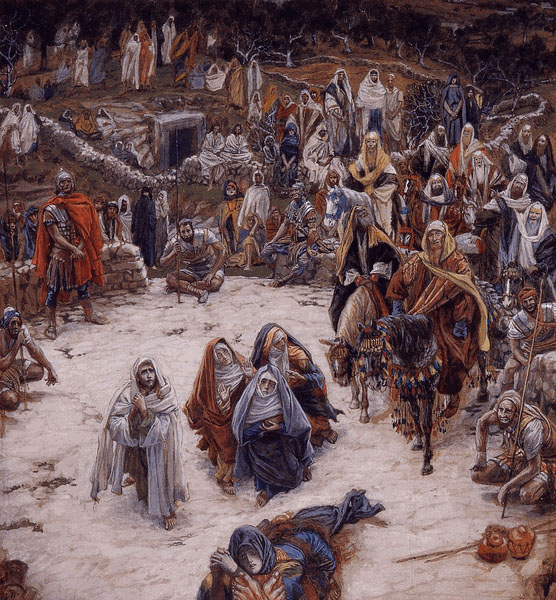
La Mater Dolorosa vue par Jésus du haut de la Croix (tableau de Tissot).

### Fête liturgique
Notre Dame des Douleurs est vénérée le 15 septembre, avec rang de mémoire obligatoire sur le calendrier liturgique.
Le 9 juin 1668, la Congrégation des rites autorise l'Ordre des Servites à célébrer la messe votive des sept Douleurs de la Sainte Vierge. Le décret mentionne que « les Frères des Servites portent la robe noire en souvenir du veuvage de Marie et de la souffrance qu'elle a subie durant la Passion de son Fils ». 
Le 9 août 1692, le pape Innocent XII autorise la célébration de la fête des « sept Douleurs de la Sainte Vierge » le troisième dimanche de septembre. 
Ce culte se répandant, le 18 août 1714, la Congrégation des rites approuve la célébration des sept Douleurs de Marie, le vendredi avant le dimanche des Rameaux. 
Puis le 18 septembre 1814, le pape Pie VII ordonne l'extension de la fête liturgique (fixée le troisième dimanche de septembre) à toute l'Église, et l'inscrit dans le Calendrier romain. 
Enfin, le pape Pie X, au début du XXe siècle, la fixe au 15 septembre, soit le lendemain de la célébration de l'Exaltation de la Croix (le 14 septembre), avec l'appellation de « Notre-Dame des Douleurs », l'élevant au rang de fête de seconde classe,.

### Fête patronale
Sous le vocable Notre-Dame des Douleurs, la Sainte Vierge est la patronne de la Congrégation de la Sainte-Croix, de la Slovaquie, de la région italienne du Molise, de l'État du Mississippi, de plusieurs villes des Philippines et des communes italiennes d'Accumoli, Mola di Bari, Paroldo et Villanova Mondovì. Au Québec, un petit village, Notre-Dame-des-Sept-Douleurs, porte aussi son nom. De plus, au Portugal où son culte est particulièrement répandu, de nombreuses paroisses, comme Poço do Canto, sont consacrées au vocable latin de la mère des douleurs.

## Galerie

Représentations de Notre-Dame des Douleurs.
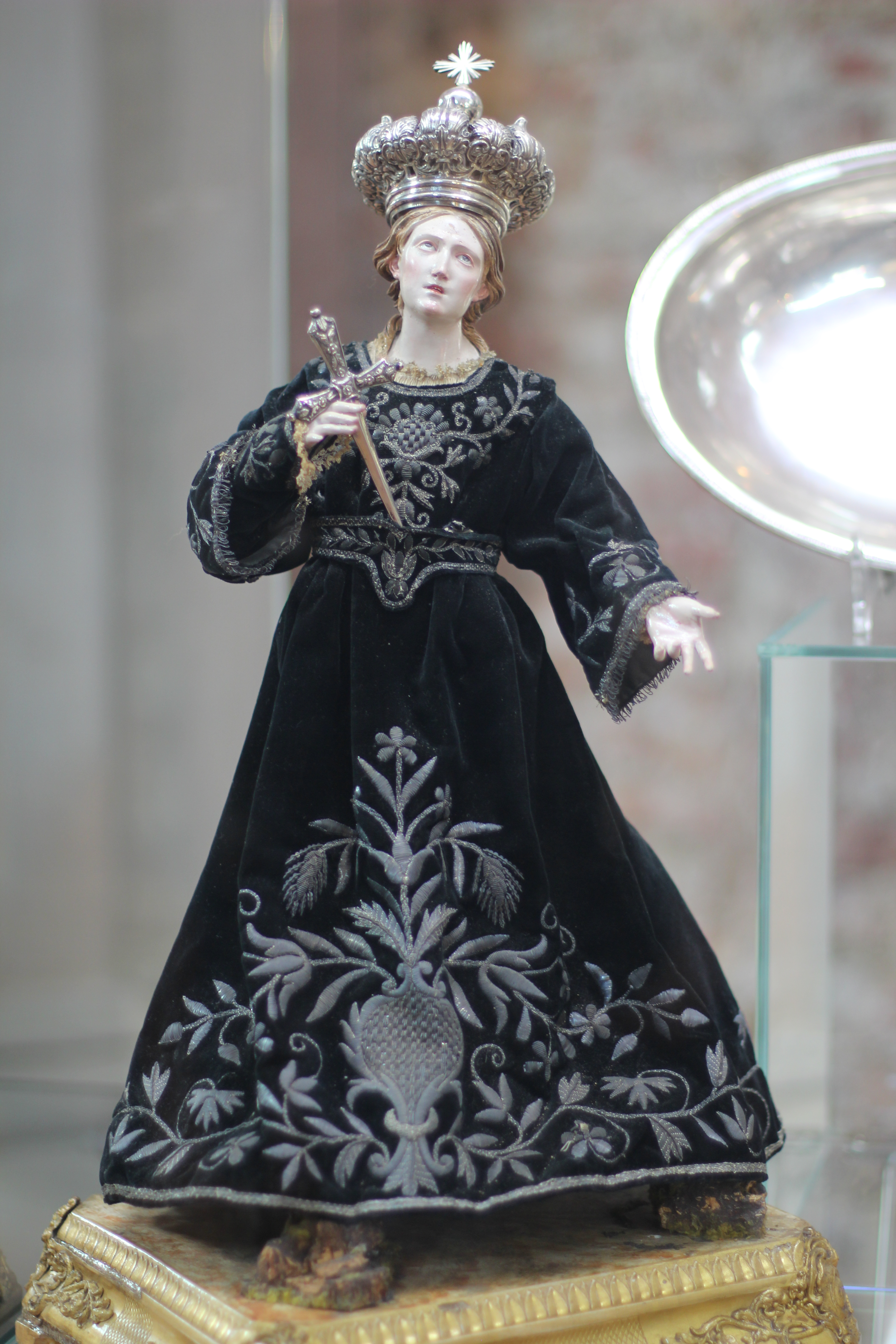
La Vierge douloureuse, sculpture en bois recouverte de tissu brodé avec des fils d'argent (XVIIe siècle), musée diocésain d'Asti, Italie.
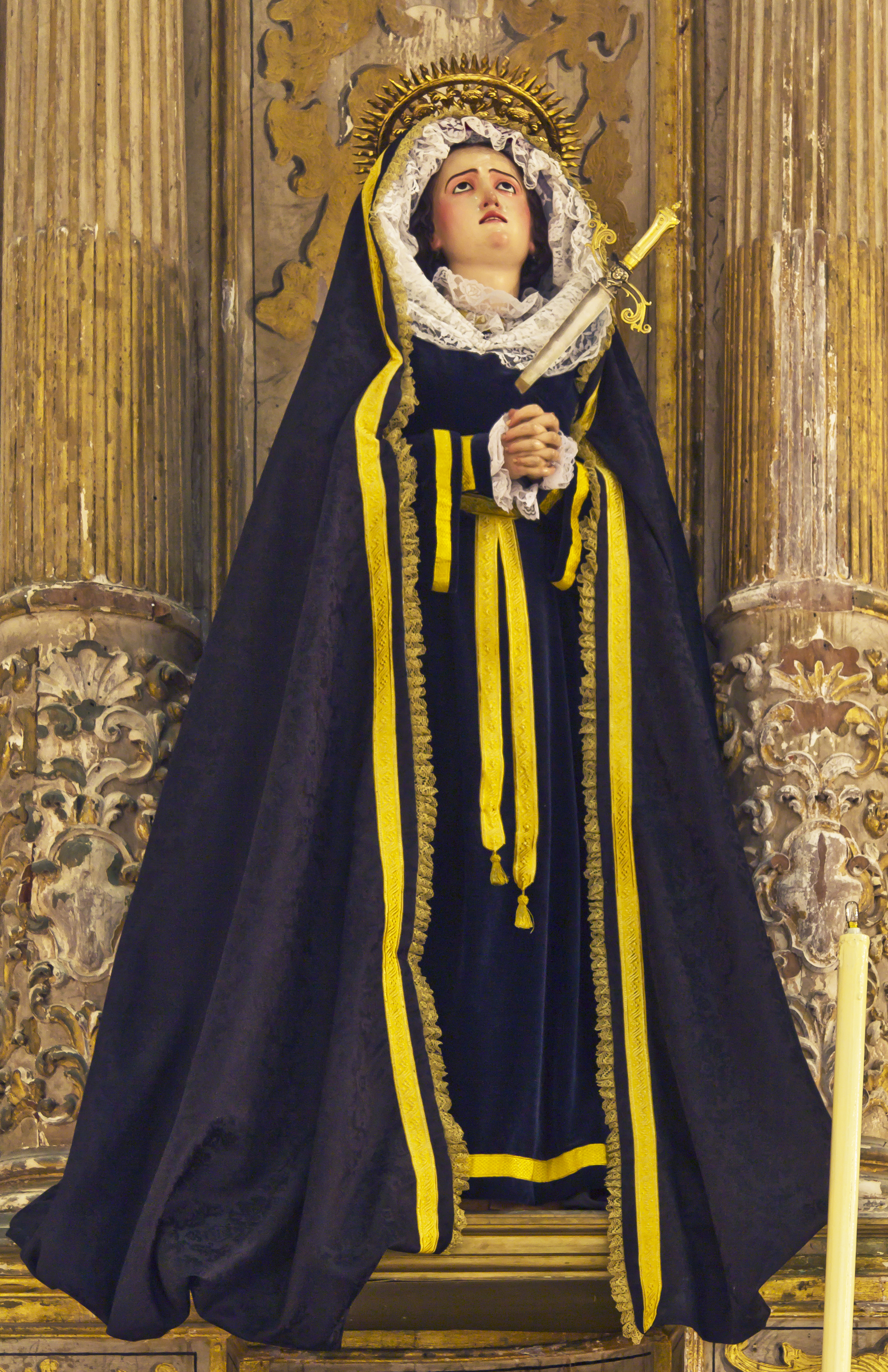
Statue de la Mère des Douleurs, San Cristóbal de La Laguna, Îles Canaries.
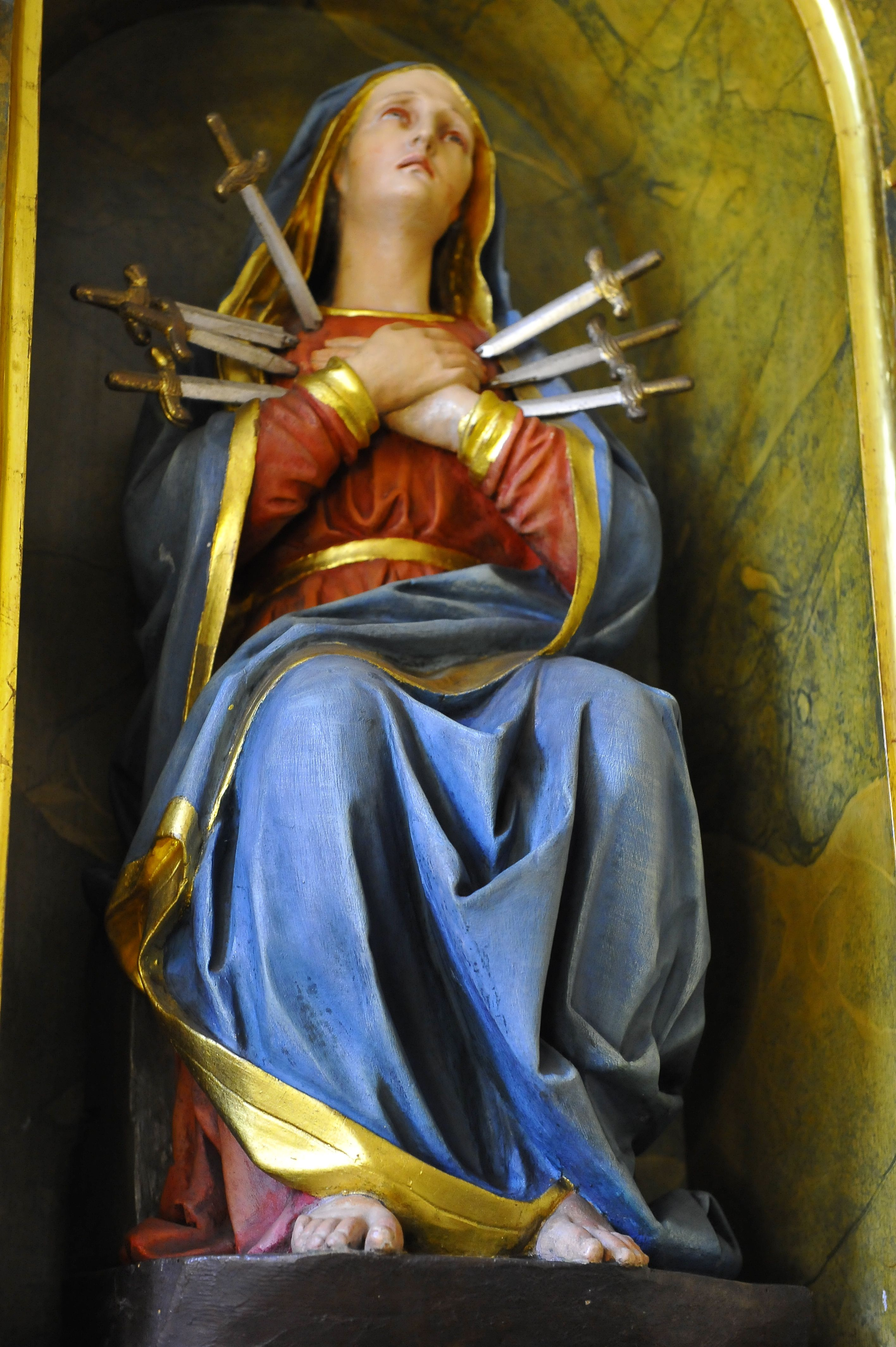
Statue de la Mère douloureuse, église de Pörtschach am Wörthersee, Autriche.
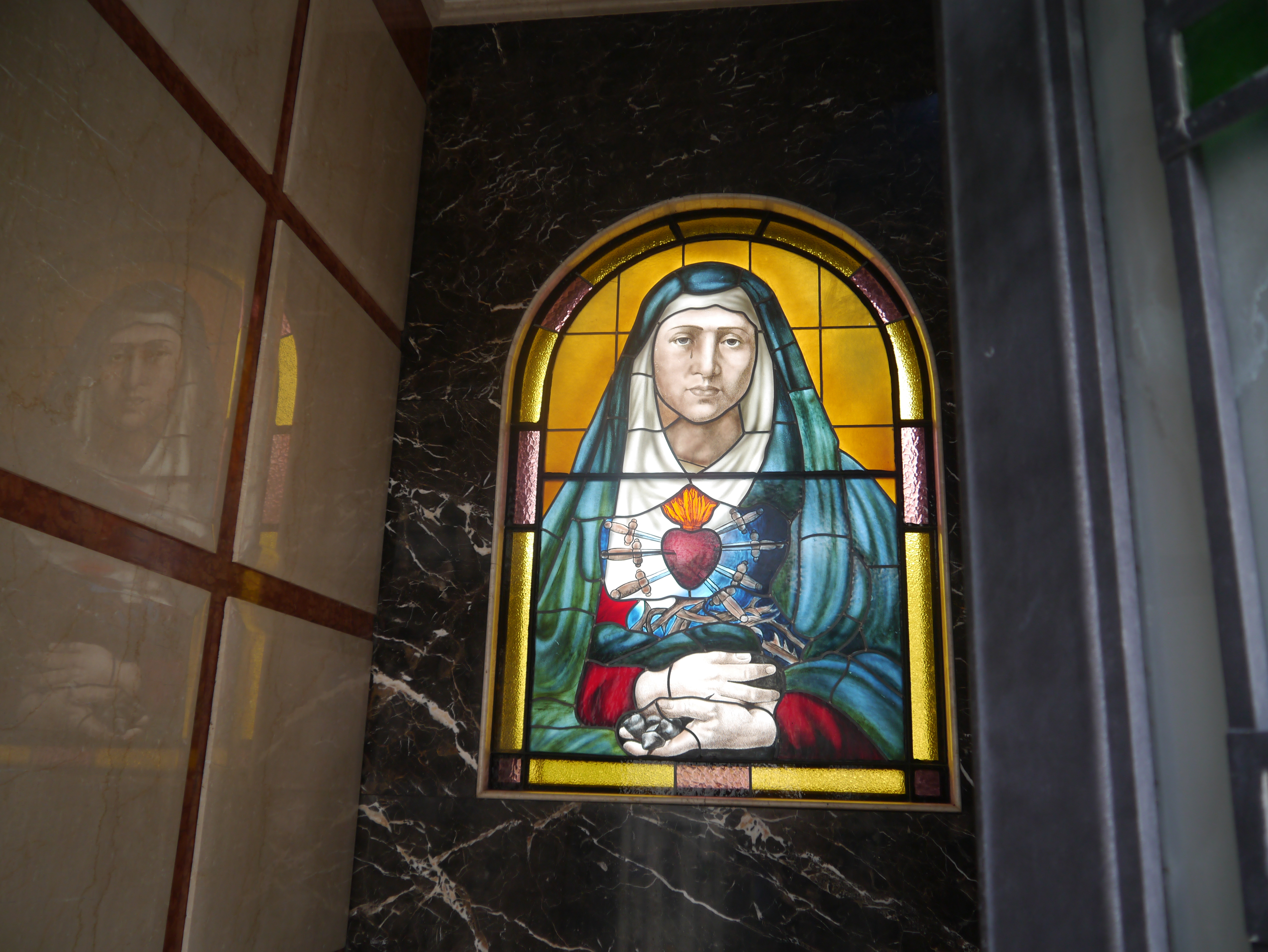
Vitrail de la Vierge des Douleurs à Guayaquil, Équateur.
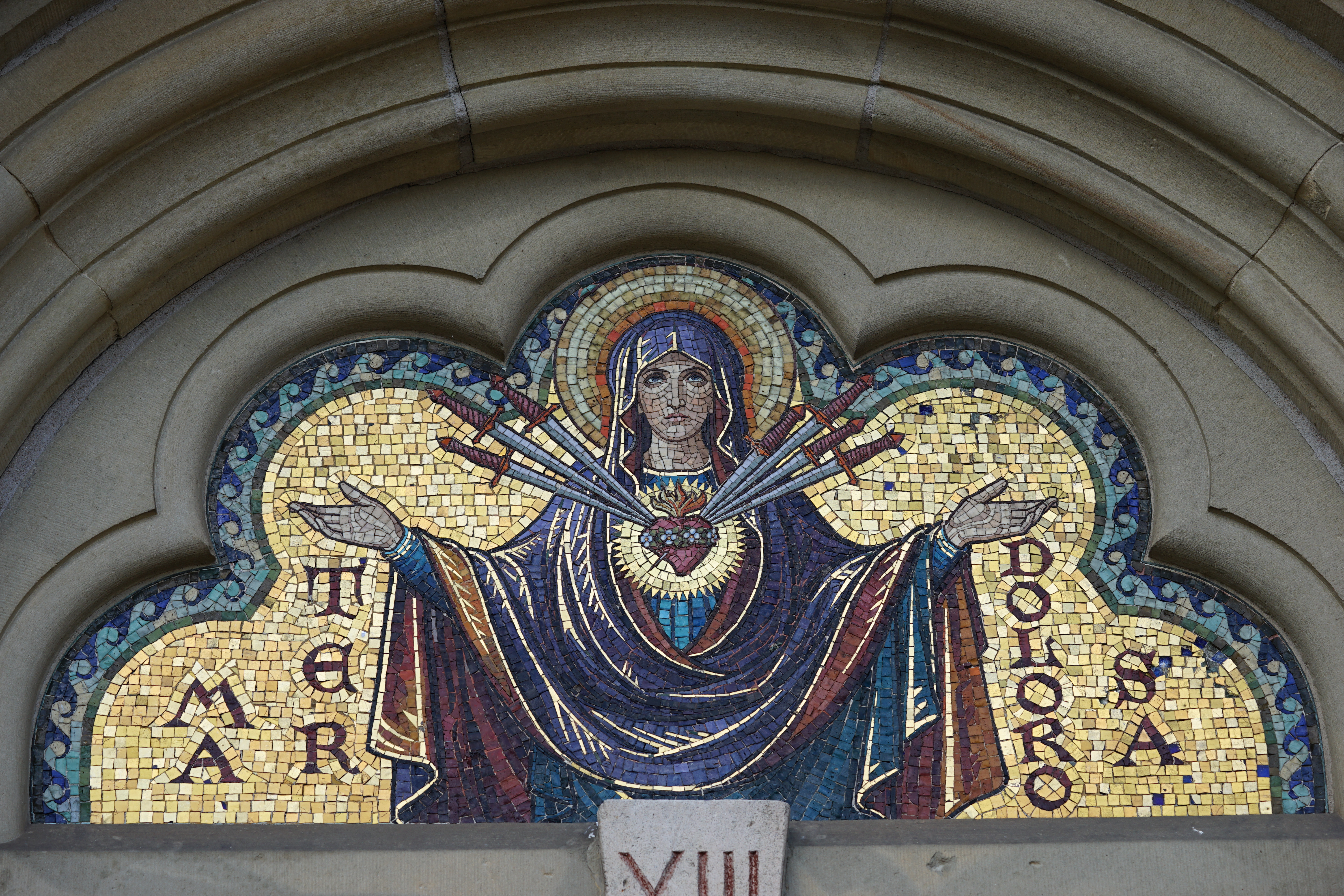
Mosaïque de la chapelle de pèlerinage des sept Douleurs de Marie à Malsch (Wiesloch), Allemagne.
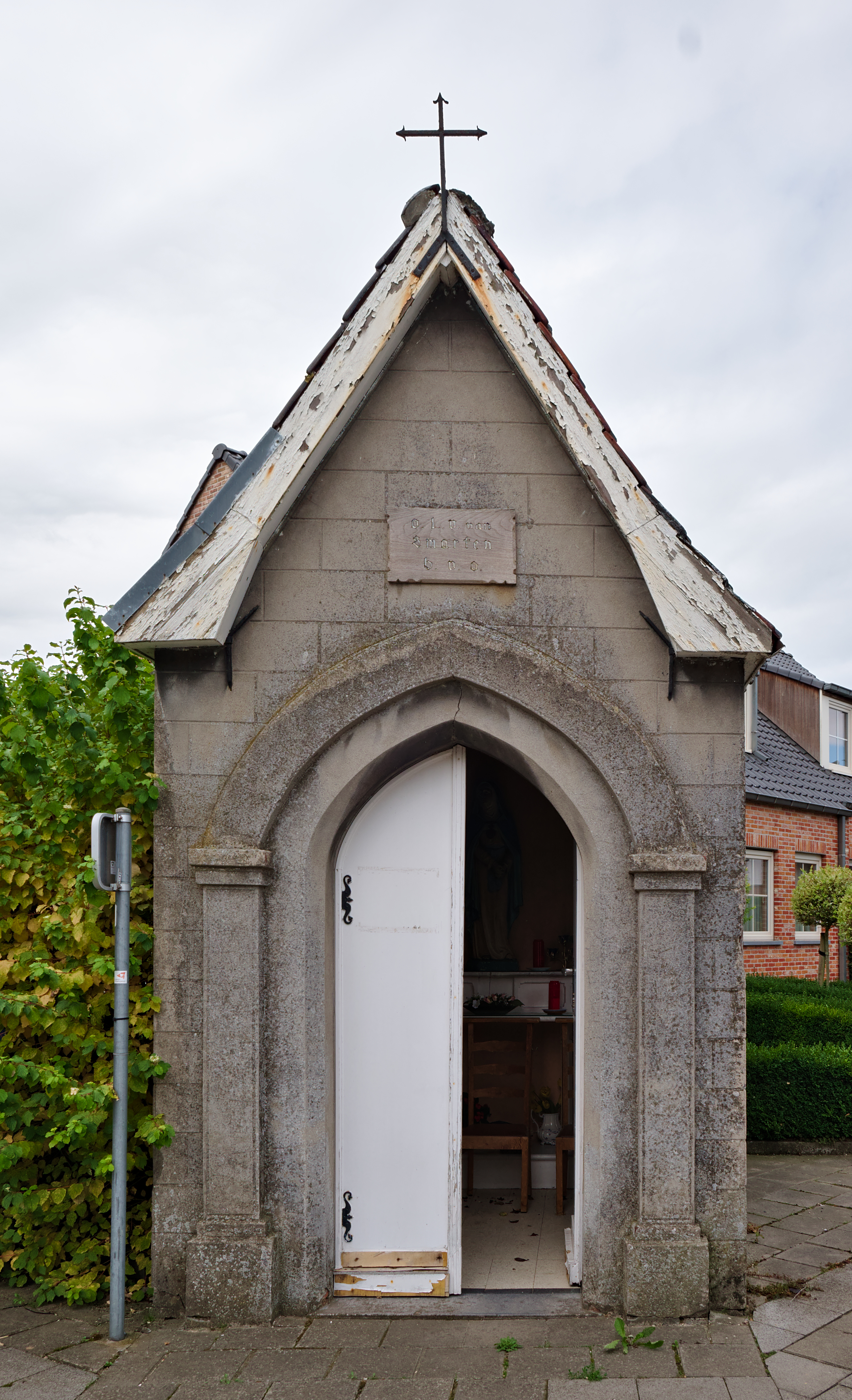
Chapelle de la Vierge des Douleurs à Tielt, Belgique.
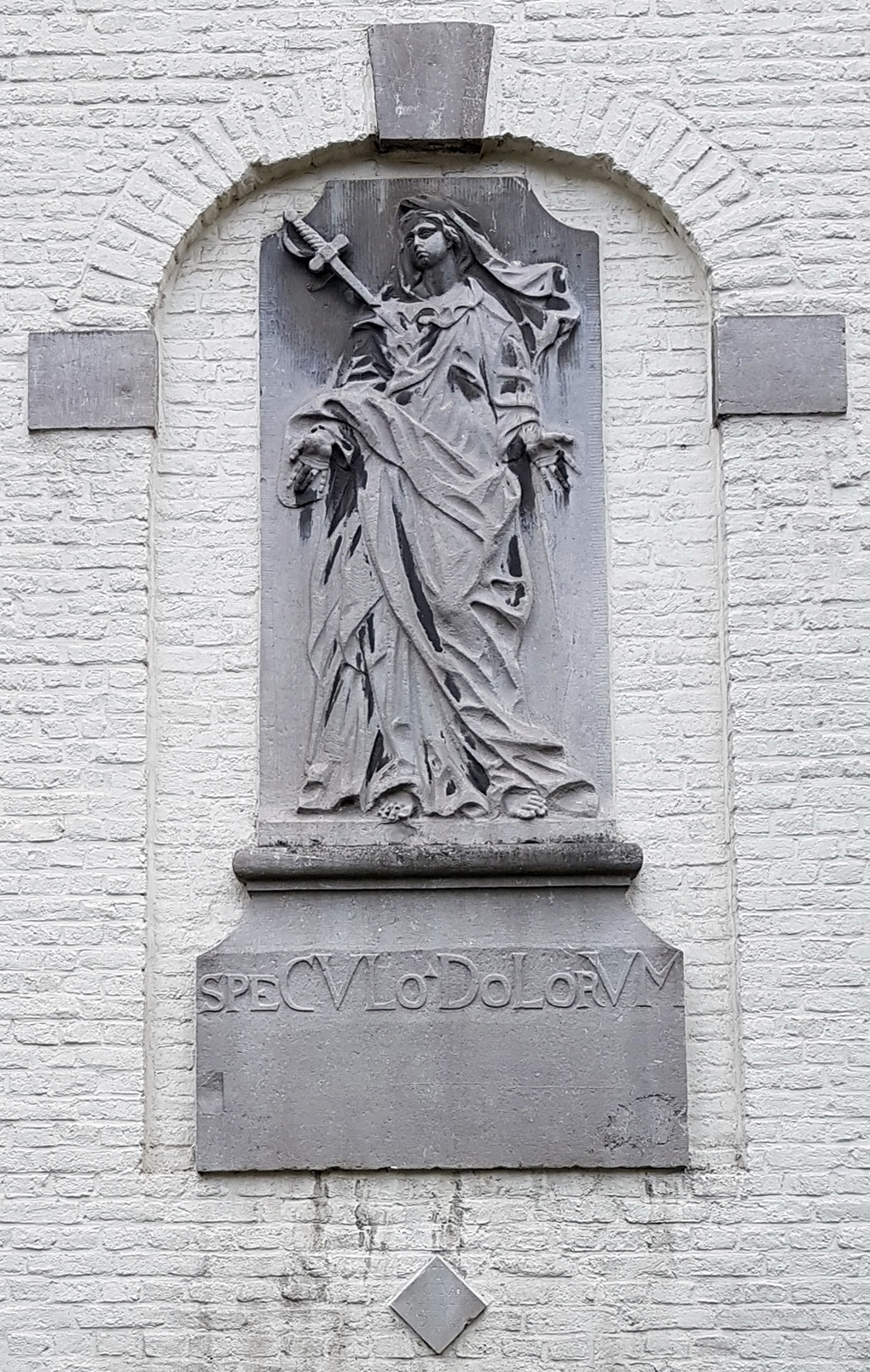
Relief de Notre-Dame des Douleurs, chapelle du Calvaire (1710), Calvariestraat, Maastricht, Pays-Bas.
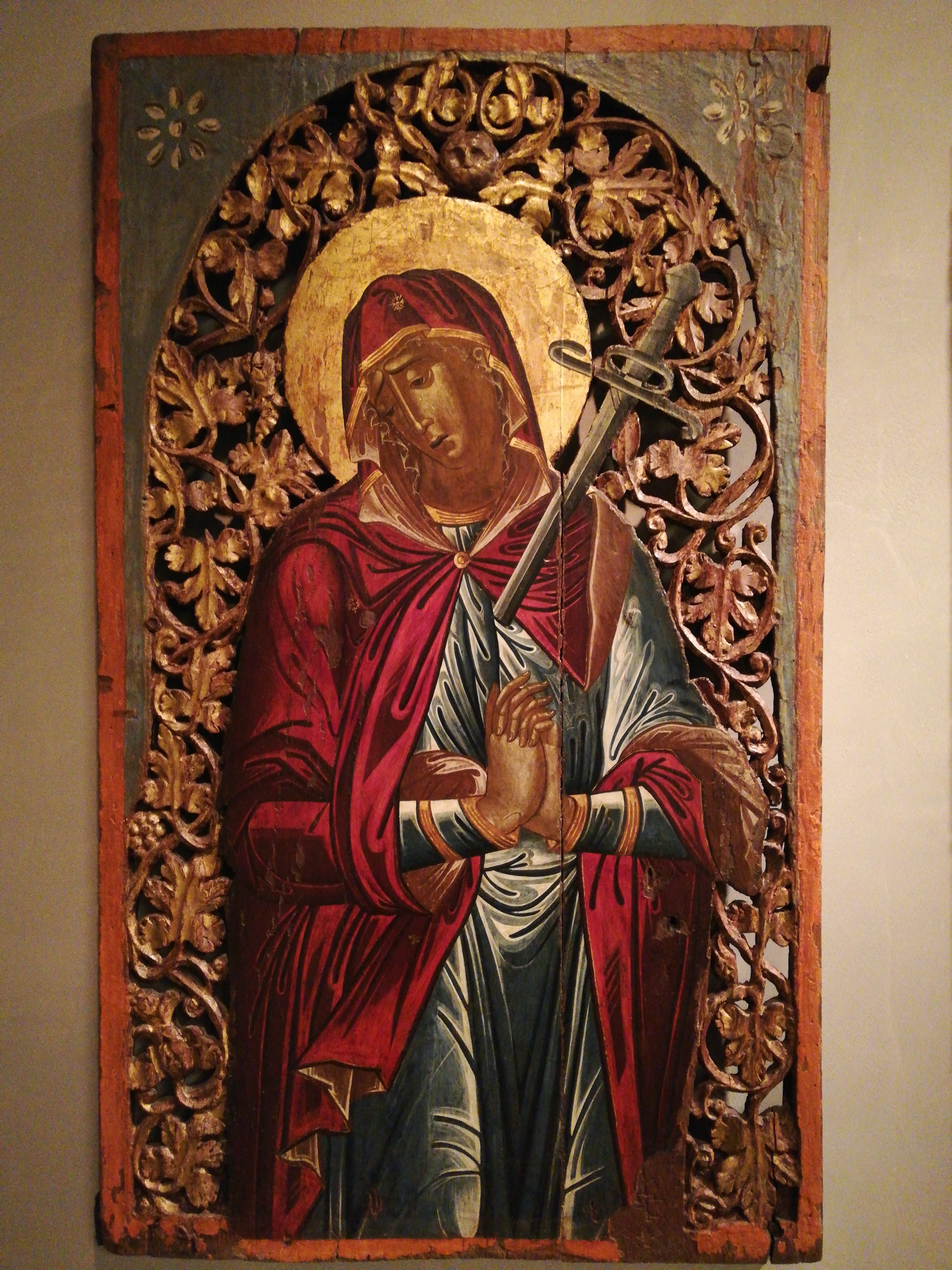
Icône de N.-D. des Douleurs (fin XVIIe-début XVIIIe siècle), collections du musée byzantin et chrétien d'Athènes, Grèce.
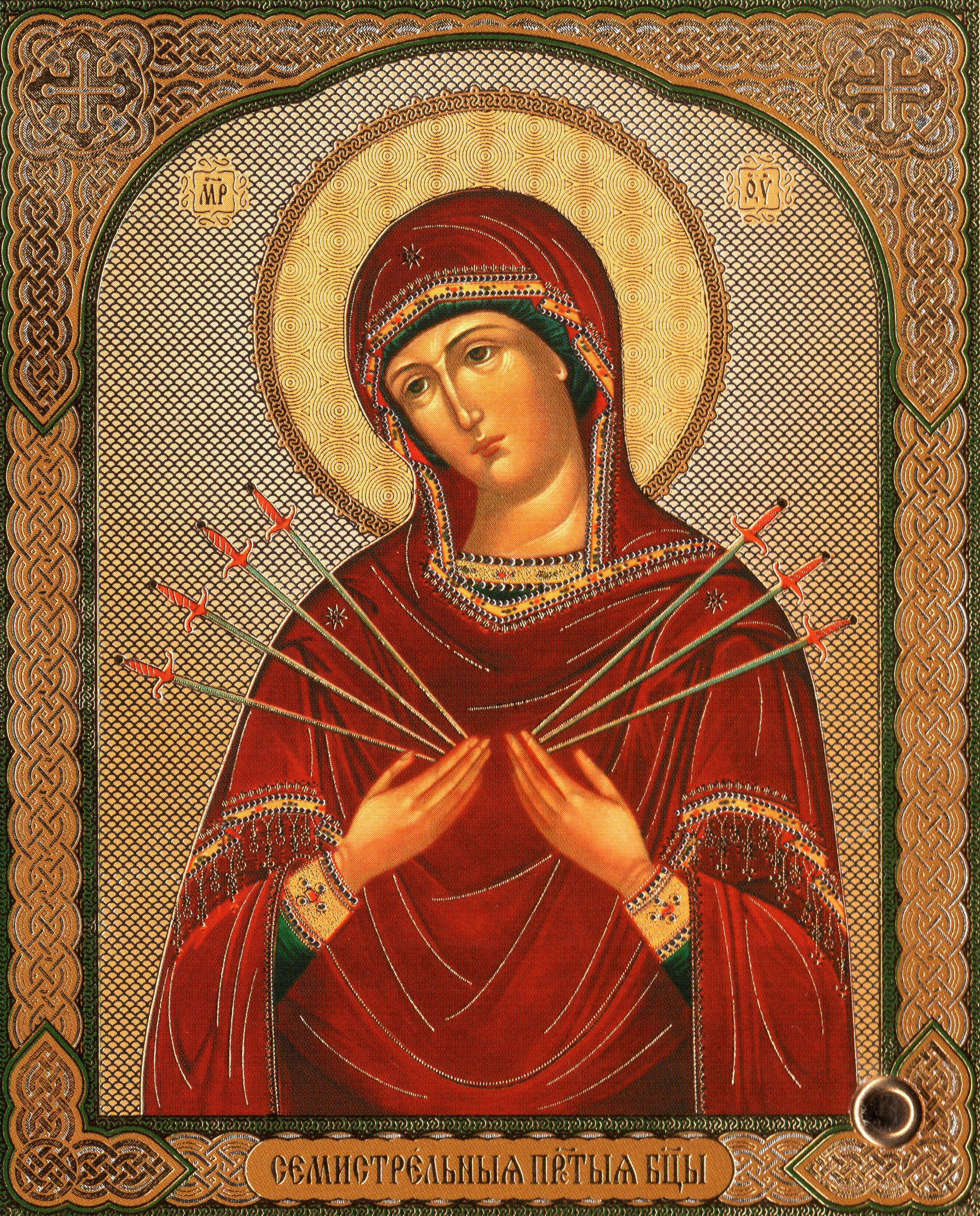
Icône dite des sept Coups ou sept Glaives (prophéties de Syméon), origine Vologda, Russie.